# Cistus debeauxii
Cistus debeauxii är en solvändeväxtart som beskrevs av Quezel och Santa. Cistus debeauxii ingår i släktet Cistus och familjen solvändeväxter. Inga underarter finns listade i Catalogue of Life.